# SES-12
O SES-12 é um satélite de comunicação geoestacionário construído pela Airbus Defence and Space que está localizado na posição orbital de 95 graus de longitude leste e é operado pela SES. O satélite foi baseado na plataforma Eurostar-3000EOR e sua expectativa de vida útil é de 15 anos.

## História
A Airbus Defence and Space, a segunda maior empresa da indústria aeroespacial do mundo, foi contratada pela SES, em julho de 2014, para projetar e construir um satélite de telecomunicações altamente inovador de alto desempenho, o SES-12.
O SES-12 foi projetado para uma dupla missão. Substituir o satélite NSS-6, fornecendo serviços de transmissão de televisão e infraestrutura de telecomunicações de uma extremidade à outra da Ásia, com feixes adaptados a seis áreas de cobertura. Ele também terá uma carga flexível de processamento de múltiplos feixes para fornecer serviços de banda larga, cobrindo uma grande expansão da África para a Rússia, Japão e Austrália.

## Lançamento
O satélite foi lançado com sucesso ao espaço em 4 de junho de 2018, às 04:29 UTC, por meio de um veículo Falcon 9 Full Thrust a partir da Estação da Força Aérea de Cabo Canaveral, na Flórida, Estados Unidos. Ele tinha uma massa de lançamento de 5 300 kg.
O satélite estava originalmente programado para ser lançado por um foguete Ariane 5 ECA. Porém, em agosto de 2017, os provedores de lançamento para o SES-12 e SES-14 foram invertidos, colocando o SES-12 em um Falcon 9 Full Thrust.

## Capacidade e cobertura
O SES-12 está equipado com 68 transponders em banda Ku e oito em banda Ka de alta potência para fornecer serviços de telecomunicação para a África, Rússia, Japão e Austrália. Ele irá substituir o satélite NSS-6.